# Istone-arginina N-metiltransferasi
La istone-arginina N-metiltransferasi è un enzima appartenente alla classe delle transferasi, che catalizza la seguente reazione:
S-adenosil-L-metionina + istone-arginina ⇄ S-adenosil-L-omocisteina + istone-Nω-metil-arginina
L'enzima genera il Nω-monometile- ed il Nω,Nω′-dimetile, ma non i derivati Nω,Nω-dimetil-arginina. Il nome proteina metilasi 1 è fuorviante, in quanto viene utilizzato per un certo numero di enzimi con specificità differenti.